# Norwood-205th Street
Norwood-205th Street is een station van de metro van New York aan de Concourse Line, in het stadsdeel The Bronx. Lijn  maakt gebruik van dit station.
 ·  ·  ·  ·  ·  ·  ·  ·  · 